# Liosaccus aerobaticus
Liosaccus aerobaticus és una espècie de peix de la família dels tetraodòntids i de l'ordre dels tetraodontiformes.

## Hàbitat
És un peix marí, de clima subtropical i demersal que viu entre 128-183 m de fondària.

## Distribució geogràfica
Es troba a Nova Gal·les del Sud (Austràlia).

## Observacions
És inofensiu per als humans.